# Prix Gémeaux de la meilleure série de variétés ou talk show
Le prix Gémeaux de la meilleure série de variétés ou talk show est une récompense télévisuelle remise par l'Académie canadienne du cinéma et de la télévision entre 1987 et 2013.

## Lauréats
- 1987 - Station Soleil
- 1988 :
  - Juste pour rire et  L'Autobus du showbusiness  - ex æquo (Meilleure série de variétés)
  - Station Soleil et Beau et chaud- ex æquo (Meilleur talk show)
- 1989 :
  - Juste pour rire  (Meilleure série de variétés)
  - Beau et chaud  (Meilleur talk show)
- 1991 : Beau et chaud
- 1992  : Beau et chaud
- 1993 :Beau et chaud
- 1994 : Beau et chaud
- 1995 : Spécial Dimanche - Sonia Benezra
- 1996 : L'Écuyer
- 1997 :  L'Écuyer
- 1998 : L'Écuyer
- 1999 : Le plaisir croît avec l'usage
- 2000 : Le plaisir croît avec l'usage
- 2001 : Le Grand Blond avec un show sournois
- 2002 : Le grand blond avec un show sournois
- 2003 - Le Grand Blond avec un show sournois
- 2004 - Belle et bum
- 2005 - Tout le monde en parle
- 2006 - Tout le monde en parle
- 2007 - Tout le monde en parle
- 2008 - Dieu merci !
- 2009 :
  - Star Académie (Meilleur talk show)
  - Loft Story  (Meilleure série de variétés)
- 2010 : Dieu merci !
- 2013: Occupation Double